# Никола Стоянчев
Никола Стоянчев е български революционер, деец на Върховния македоно-одрински комитет и на Вътрешната македоно-одринска революционна организация.

## Биография
Роден е в Казанлък. Присъединява се към ВМОК. Изпратен е като съветник в Одрински революционен окръг на ВМОРО (1900 – 1901 година) и става член на окръжния революционен комитет.